# Dècada del 1440 aC
Resum dels esdeveniments de la dècada del 1440 aC:

## Esdeveniments
- D'acord amb la cronologia de la Bíblia, data aproximada de la sortida dels israelites d'Egipte sota el lideratge de Moisès.
- vers 1449 aC Egipte contraataca i ocupa Tunip i altres llocs propers a Kadesh on hi havien guarnicions hurrites
- vers 1448 aC Tractat de pau entre Egipte i Mitanni: la regió fins a l'Orontes mitjà i les muntanyes d'Amurru és reconeguda com a territori egipci i més enllà, territori hurrita.
- Vers 1440 aC, Mitanni annexiona Arrapha (Arrapkha, moderna Kirkuk), Iamkhad (Alep) i Nuzi (prop de Gashur a la regió de Kirkuk). El seu domini directe o per mitjà de nombrosos vassalls (com Karkemish, sota un príncep de raça hurrita), arriba a la costa Mediterrània per Alalakh
- Vers 1440 aC, Mitanni sotmet Assíria on regna Puzurashshur. En aquest any els hurrites haurien ocupat Assur i capturat les portes de plata i or del palau reial que es va emportar a Washukanni, la capital hurrita. Després del saqueig Assíria es va mantenir sota el govern dels seus reis nadius però va haver de pagar tribut fins al temps d'Assuruballit I (vers la meitat del segle xiv aC).
- Vers 1440 aC, el rei hitita Zidantas II es succeït pel seu fill Huzziyas II

## Personatges destacats
- Sausatatar de Mitanni